# Rita Joe
Rita Joe   (Whycocomagh, 15 de març de 1932 - Sydney i Sydney, 20 de març de 2007) fou una escriptora micmac. Escrivia poemes on descriu la discriminació que pateix la seva nació en la societat blanca. Va escriure Lnu and indians we’re called (1991), Song of Rita Joe: an autobiography of a Mi’kmaq poet (1996) i We are the dreamers (1999). Era membre de l’Order of Canada.